# Jules Eytel
Jules Eytel (Vevey, 1º marzo 1817 – Losanna, 24 gennaio 1873) è stato un avvocato e politico svizzero.

## Biografia
Figlio di Frédéric Eytel, ispettore del lavoro nelle carceri di Ginevra, e di Anne Antoinette Gétaz, biancherista. Nel 1835 ottenne la cittadinanza di Vevey insieme alla madre, allora divorziata. Studiò diritto a Losanna e Heidelberg e nel 1840 conseguì il brevetto di avvocato. Esercitò l'avvocatura a Losanna dal 1840 al 1862 e dal 1863 alla morte. Dal 1846 al 1849 fu professore di diritto civile vodese all'Accademia di Losanna. Sposò Marie-Louise-Eleonore Colladon, figlia di un conciatore di Losanna. Fu massone, e maggiore di Stato maggiore generale nel 1849-1850. Sul piano cantonale, fu deputato al Gran Consiglio vodese dal 1845 al 1861, membro e poi vicepresidente della Costituente nel 1861 e Consigliere di Stato dal 1862 al 1863, presiedendo il Dipartimento dell'istruzione pubblica e dei culti. A livello federale, fu deputato alla Dieta federale dal 1845 al 1847, al Consiglio nazionale nei periodi 1848-1851, 1863-1866, e 1870-1873, e al Consiglio degli Stati dal 1862 al 1863.
Fece le prime esperienze in campo politico presso il giornale radicale di Vevey Le Peuple. Divenuto esponente di punta dei radicali vodesi, partecipò attivamente alla rivoluzione del 1845. Dopo il 1848 fu a capo dell'ala sinistra del radicalismo vodese, e si impegnò in una continua lotta contro il governo in carica, radicale. Nel 1861, sfruttando l'indebolimento dei "radicali governativi", riuscì a imporre una revisione della Costituzione vodese e colse l'occasione per allearsi con i liberali di Paul Cérésole nell'intento di rovesciare il governo. Tuttavia, una volta al potere, questa coalizione eterogenea non durò a lungo. Nel 1863 Eytel diede le dimissioni in seguito a una campagna condotta contro di lui in cui si criticavano sia il suo sostegno al tunnel ferroviario del Gottardo, mentre i Vodesi erano favorevoli a quello del Sempione, sia il suo spirito centralizzatore. In opposizione alla tendenza radicale governativa, fu uno strenuo difensore della libertà di culto, che sostenne con temperamento focoso. Fu membro di diversi consigli di amministrazione, tra cui quello dell'Unione vodese di credito dal 1864 al 1865. Fece parte dell'associazione studentesca Zofingia nel 1835 e nel 1849 divenne membro d'onore della società studentesca Helvetia. Massone, è uno dei fondatori della Gran Loggia Svizzera Alpina nel 1844.